# 加藤史子
加藤 史子（かとう ふみこ、1976年 - ）は、日本の起業家。神奈川県横須賀市出身。WAmazing（ワメイジング）代表取締役。国土交通省、福井県、茨城県、横須賀市等で観光関連有識者委員。

## 来歴
神奈川県立横須賀高等学校卒業後、慶應義塾大学環境情報学部（SFC）に入学。1998年にリクルート入社。「じゃらんnet」の立ち上げ、「ホットペッパーグルメ」の立ち上げなど、主にネットの新規事業開発を担当した後、観光による地域活性を行う「じゃらんリサーチセンター」に異動。 スノーレジャーの再興をめざし「雪マジ！19」を立ち上げ。 その後「Ｊマジ！」「ゴルマジ！」「お湯マジ！」「つりマジ！」など「マジ☆部」を展開。 国・県の観光関連有識者委員や、執筆・講演・研究活動を行う。
2016年7月、訪日旅行者向けプラットフォームサービスを提供するWAmazingを創業。

## 経歴
- 1998年 - リクルート入社
- 2016年 - WAmazing創業

## 受賞歴
- 2017年度東急アクセラレートプログラム　最優秀賞
- Morning Pitch Special Edition 2019[6][7]　最優秀賞
- DBJ女性起業　優秀賞